# Château d'Anglade
Le château d'Anglade, du XVIIIe siècle, est situé sur la commune d’Izon, en Gironde.

## Situation
L'entrée du château, sur la route départementale  D 242, entre Izon et Saint-Pardon/Vayres, est entourée par deux pavillons de Garde. C'est une allée droite, longue de 1500 mètres, qui conduit vers le château lui-même, situé sur le bord de la Dordogne.

## Historique et description
Il y a deux châteaux dans deux lieux différents et deux époques.
Le château d'Anglade-ancien est situé à deux kilomètres à l'ouest de l'église d'Izon et date du XIe siècle.
Le château d'Anglade-neuf est situé à un kilomètre au nord-est de cette même église et date du XVIIIe siècle.

### L'ancien château
Le château primitif d'Anglade est situé sur le bord méridional du marais de Glaugela C'était, à l'origine, une motte castrale qui s'agrandit au Moyen Âge, pour se transformer à la Renaissance et puis disparaître peu à peu.
Il se compose d'une motte ovale de 63 mètres de long sur 46 mètres de large, entourée de fossés de 11,50 mètres de large.
Le château est complété au sud, par une basse-cour à peu près carrée, de 76 mètres sur 80 mètres, également entourée de fossés alimentés par l'estay du Fourquet. Le château était inabordable du côté du marais. Comme toutes les forteresses sur motte, il a subi bien des modifications. Pendant le XVIIe siècle on l'a reconstruit et la porte fut abritée par une petite tour carrée servant de tête de pont et qu'il fallait traverser pour arriver à cette porte. On montait dans les étages supérieurs (détruits vers 1830) par un escalier à vis.
Les dépendances, placées à l'ouest de la basse-cour, sont de la fin du XVIe siècle, excepté un grand bâtiment couvert d'une charpente aigüe, longue de 33 mètres, qui doit remonter à la fin du siècle précédent.
La chapelle, placée à l’extrémité septentrionale de ces dépendances, possédait un petit clocher, une porte à pignon brisé, orné d'une niche renfermant une statuette de la Sainte-Vierge.
Aujourd'hui le château est une ruine.

Ruines de l'ancien château d'Anglade
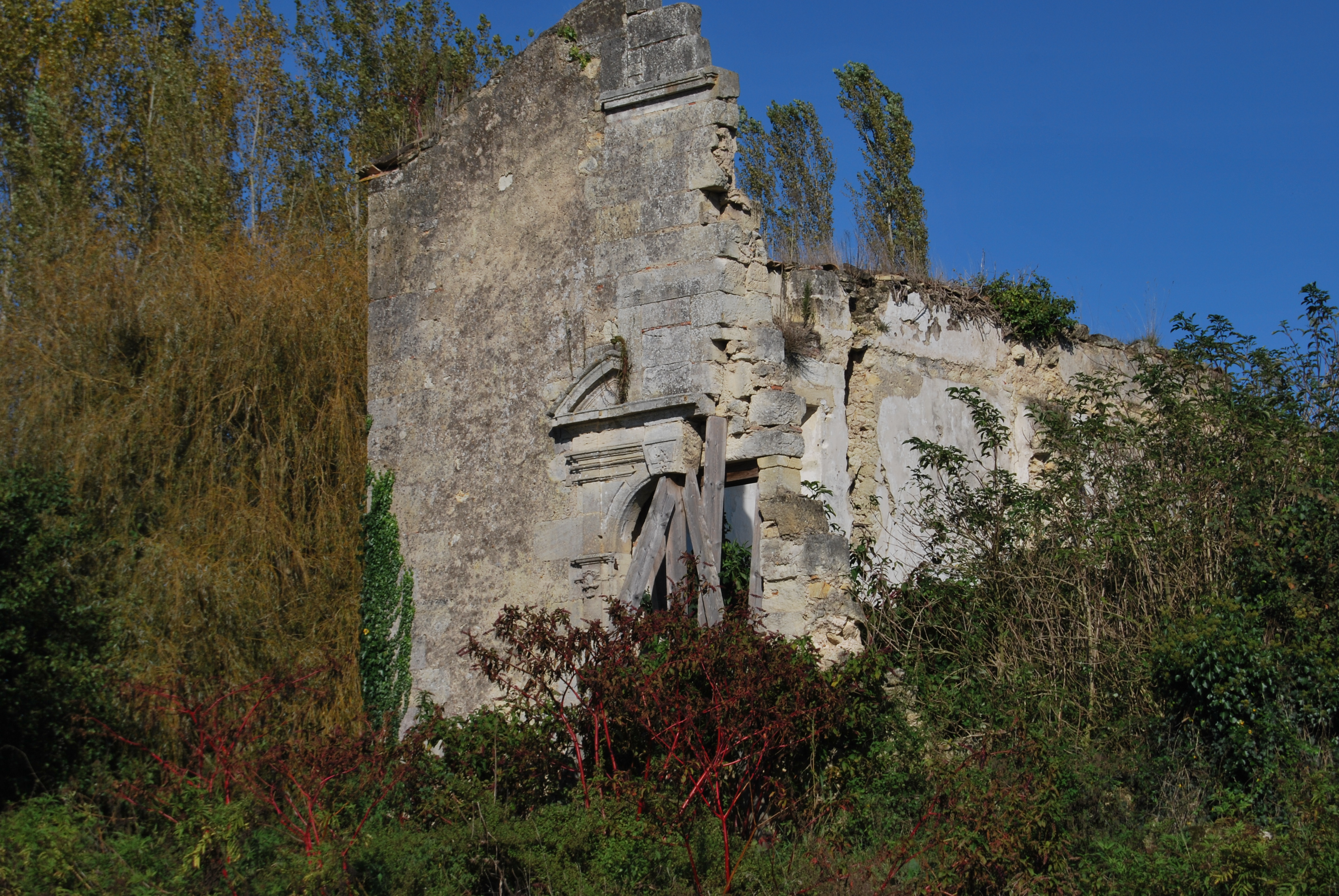
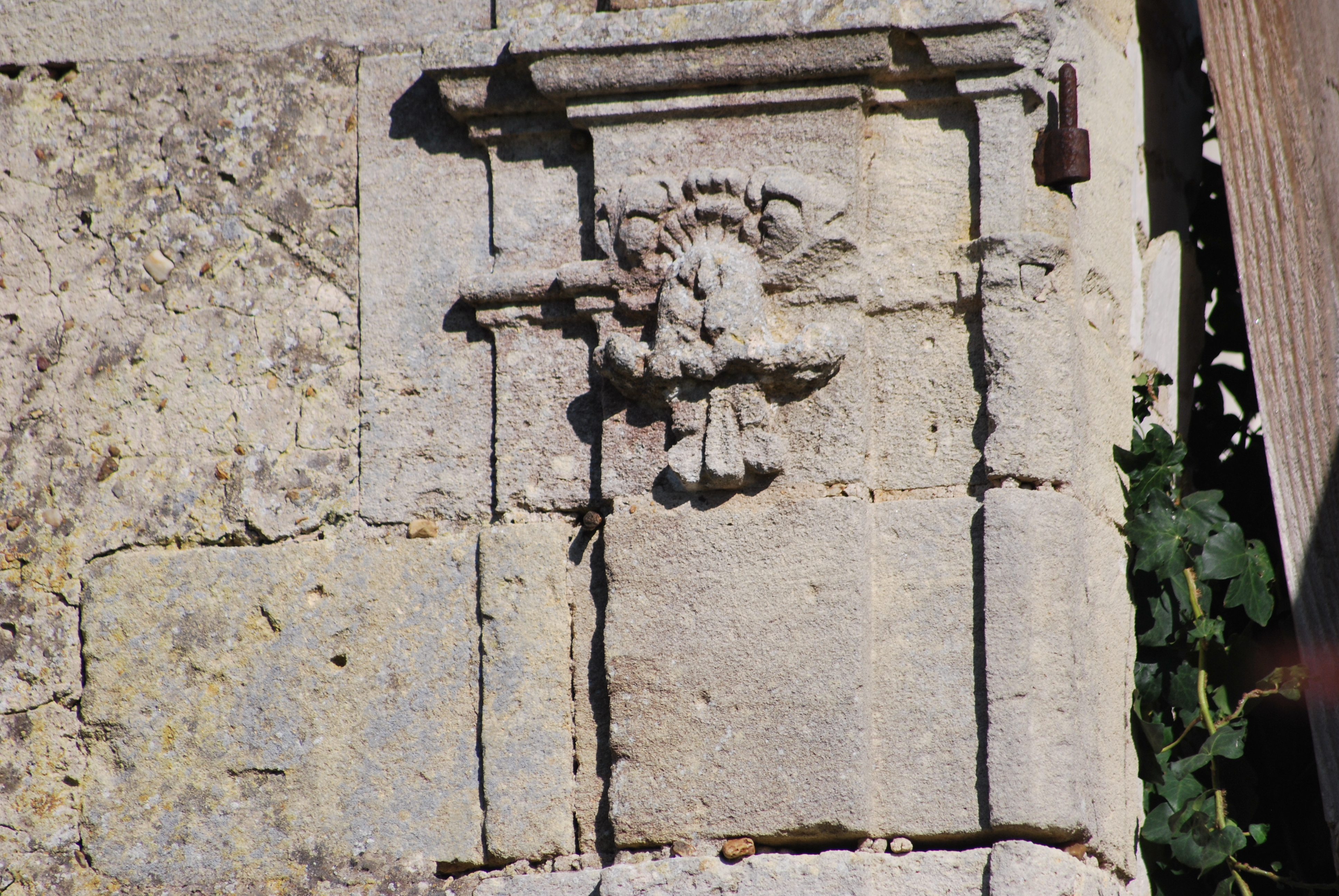
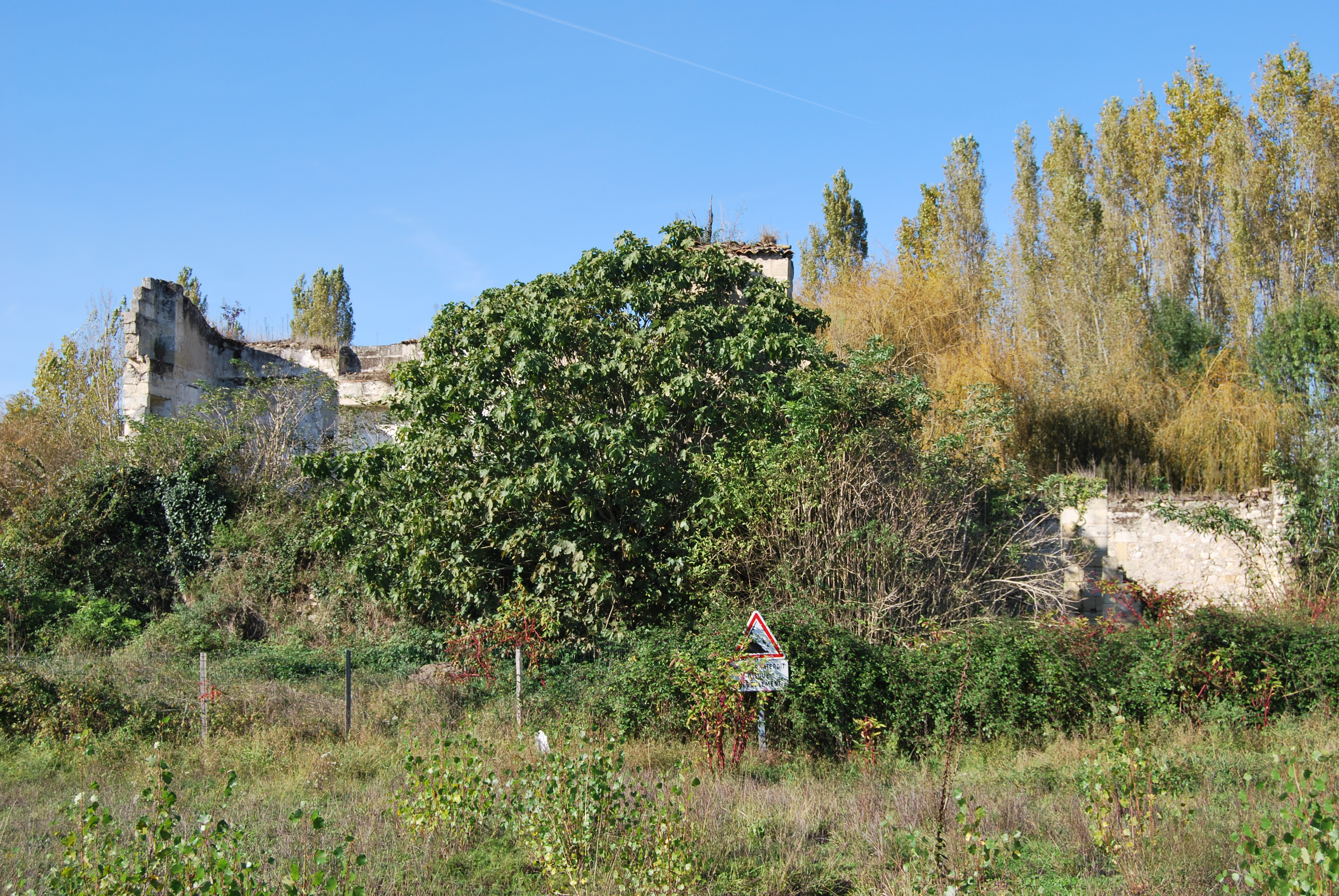
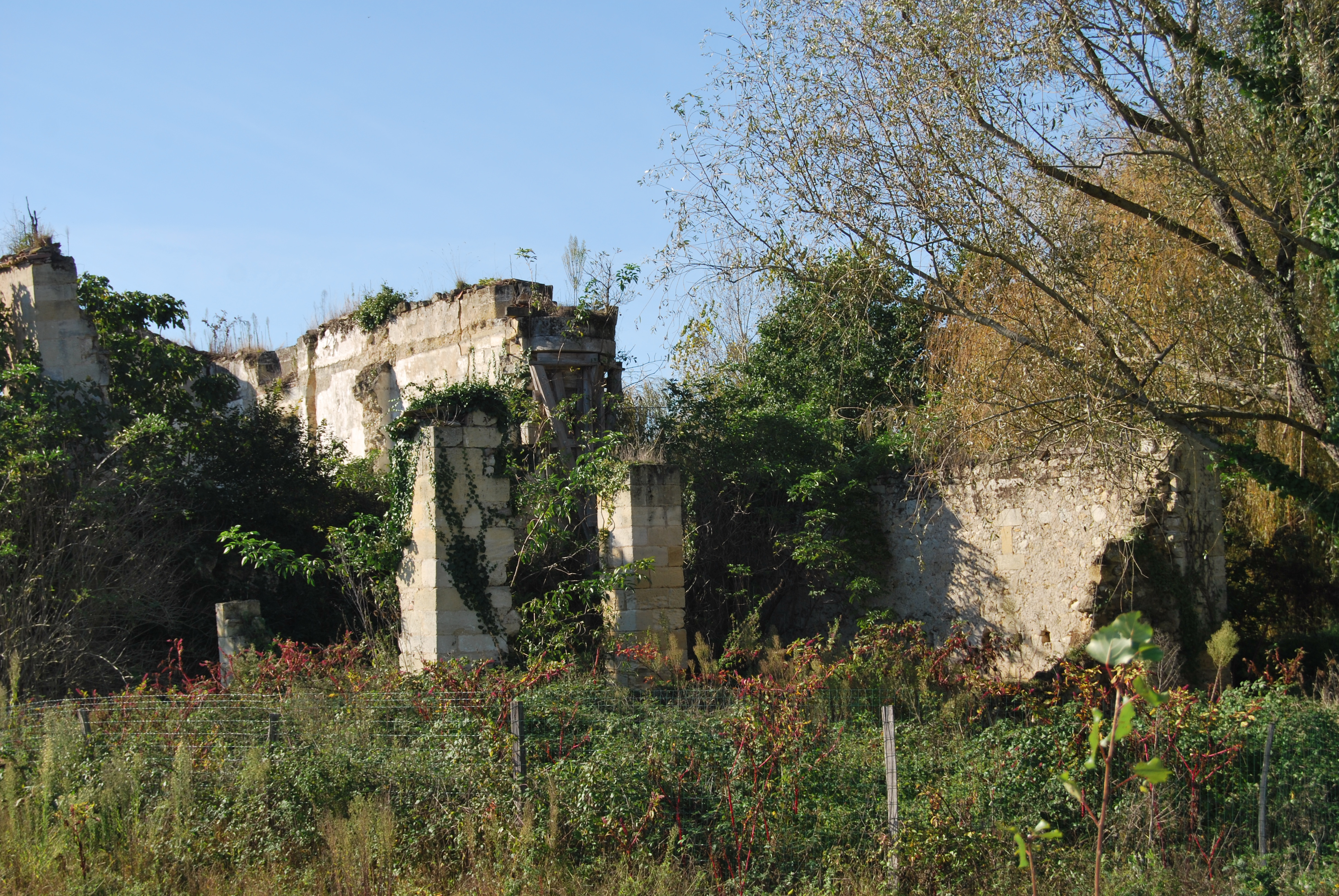

La famille d'Anglade
Guillaume d'Anglade se croisa en 1248. En 1272 le prince Édouard devient gouverneur de la Guyenne pour son père, le roi Henri III d'Angleterre. Guillaume d'Anglade fit allégeance au roi en 1273. À partir de 1300 la lignée est bien établie.
En 1451, après l’entrée de Jean de Dunois à Bordeaux, Jean d'Anglade fit sa soumission au roi de France. Deux ans après, avec John Talbot à Bordeaux, Jean change de camp et suit Talbot à la bataille de Castillon... Après la défaite de Talbot, les terres de Jean d'Anglade sont données à Antoine d'Aubusson et Jean passe un certain temps en prison. Mais, Louis XI, désirant rallier les anciens seigneurs, auxquels la population était encore fort attachée, pardonnera au seigneur d'Anglade, lui rendant ses propriétés, le 24 février 1461.
Gustave Chaix d'Est-Ange écrit que seule la branche cadette de cette famille est subsistante et authentique. Elle fut condamnée en 1666 puis plus tard la même 
année maintenue, puis à nouveau maintenue en 1698.
Les propriétés restent dans la famille par héritages et mariages jusqu'en 1738, date à laquelle Jean-François de Pontac, dernier seigneur d'Anglade, a vendu la maison noble d'Anglade à Jean Pellet, négociant et armateur à Bordeaux, pour la somme de 145 000 livres.
La famille Pellet
Pendant quarante ans (1719-1759), Jean Pellet (1694-1772) a été l'un des principaux négociants et armateurs de Bordeaux, enrichi dans le commerce avec les "îles du sucre". Il était issu de souche très modeste de Millau.
Devenu très riche, Jean Pellet commença son ascension sociale en investissant dans des domaines titrés. Entre 1747-1750 il construit son hôtel particulier, Place Royale à Bordeaux (l'actuelle Place de la Bourse). C'est une bâtisse de trente pièces: rez-de-chaussée et entresol pour les domestiques, deux étages pour la famille et deux étages sous les combles. Elle vient en pan coupé, joignant la nouvelle Bourse.
Pour achever l'ascension de la famille et entrer dans la noblesse, Jean Pellet acheta en 1735, pour 120 000 livres, la charge de secrétaire du roi, une savonnette à vilains. À cette occasion il a eu l'idée de se rattacher à l'une des plus anciennes familles du Languedoc, les Narbonne-Pelet, qui n'avait de commun avec lui que l'homonymie. Cette prétention à la grande noblesse se heurtait à l'opposition du vicomte de Narbonne, qui l'a fait condamner devant le Tribunal des Requêtes de l'Hôtel en 1746.
Son fils Jean-Jacques lui succéda en 1772.
Jean-Jacques épousa, le 7 juin 1741, Mademoiselle Anne de Majance de Camiran, la fille du vicomte de Foncaude, dont la dot n'était que de 60 000 livres, quand les apports de l'époux montaient à 400 000 livres. Ce mariage faisant, au passage, entrer les Pellet dans la parenté des Pontac.
Le plus jeune fils de Jean Pellet, Jacques, a reçu pour son mariage le 13 mai 1754 avec Mademoiselle Thérèse de Louppes, lui aussi, 400 000 livres dont la maison noble d’Anglade.
Après de nombreux procès entre les deux frères, mais aussi avec leur père (qui avait voulu épouser sa ‘’maitresse-servante’’ Françoise Puylauzy, avec laquelle il eut 2 enfants en 1742 et 1743, et avec qui il s’installa le 14 février 1750 dans son hôtel de la place Royale), ce partage fut définitivement confirmé les 20 et 21 septembre 1768.

### Le château-neuf
La famille Pellet abandonna le vieux château pour habiter celui de Grand-Pré ou Anglade-neuf au bord de la Dordogne à 3 km au nord-est de l'ancienne forteresse, que Jacques Pellet d'Anglade a fait construire par Victor Louis (architecte du Grand Théâtre de Bordeaux) en 1778.
Il comporte un corps de logis central flanqué à ses extrémités d'un pavillon. Deux petits bâtiments bas prolongent les pavillons au sud, dont l'un à l'est renferme une petite chapelle. Des constructions à usage de communs leur font suite, fermant ainsi les côtés de la cour d'honneur et donnant à l'ensemble la forme d'un U. La façade sud présente en son centre une légère avancée dans laquelle ouvre la porte en haut du perron. La face nord présente la même avancée centrale mais plus saillante et aux angles arrondis. À l'intérieur du corps de logis, les pièces ont conservé leurs boiseries d'époque.
La cour est fermée par une grille à laquelle conduit une avenue droite, longue de 1500 mètres et ombragée par quatre rangs de vieux ormes. Deux pavillons, situés sur le bord de la route d'Izon à Saint-Pardon (la voie Royale), ornent l'entrée de cette avenue.

Le château vers 1900-1920
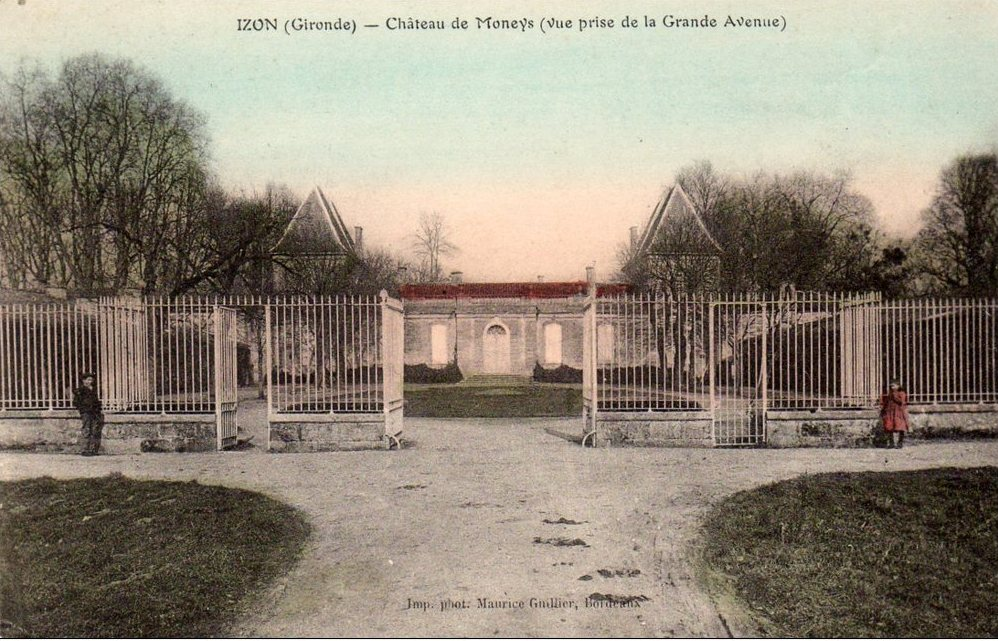
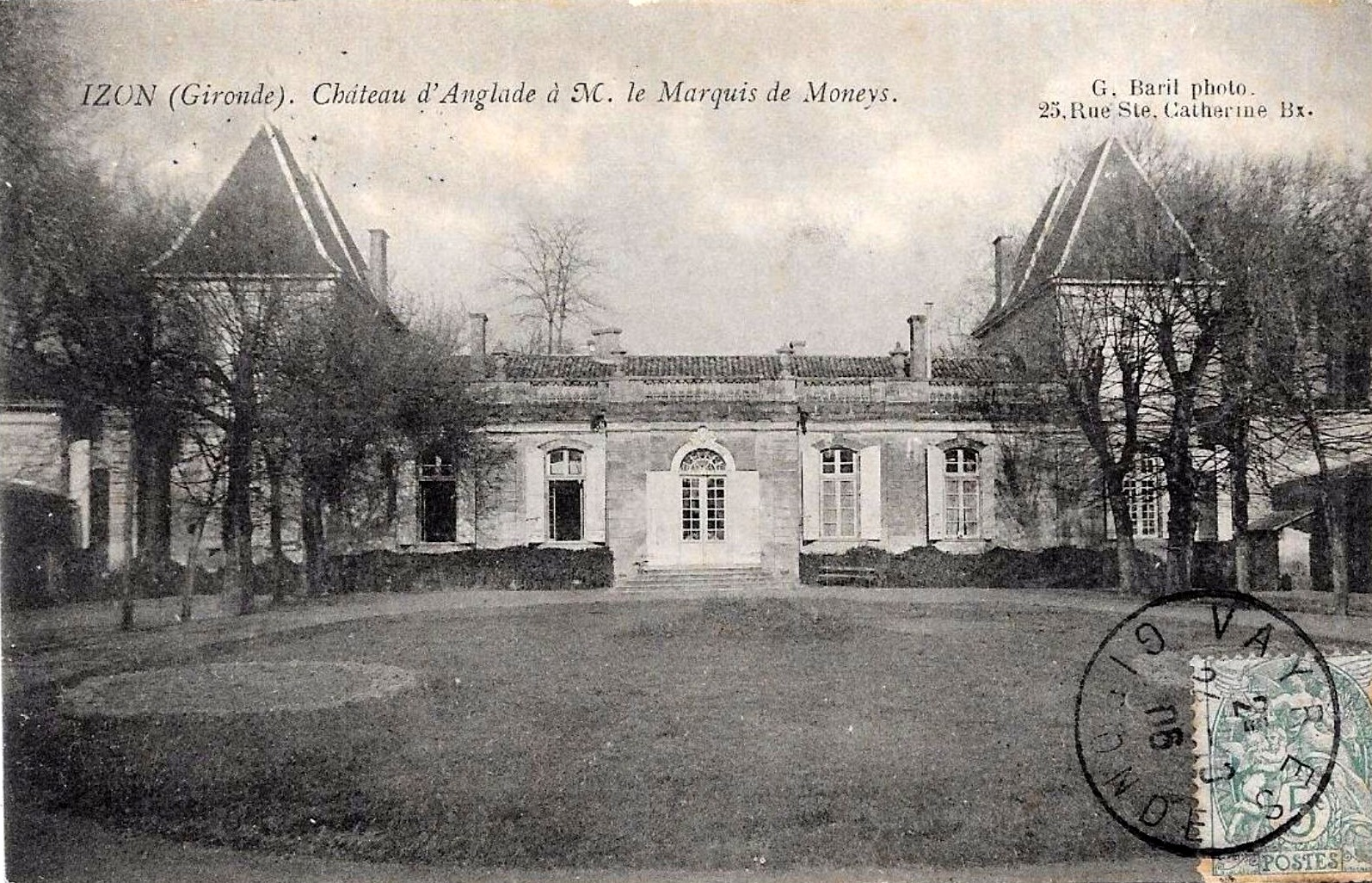
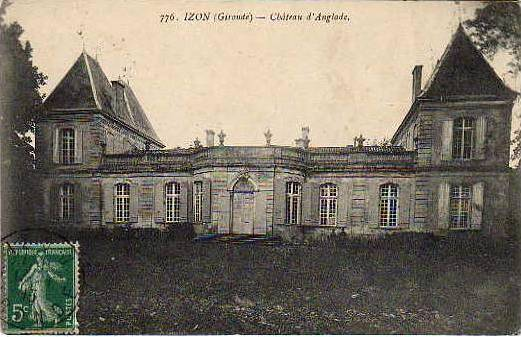
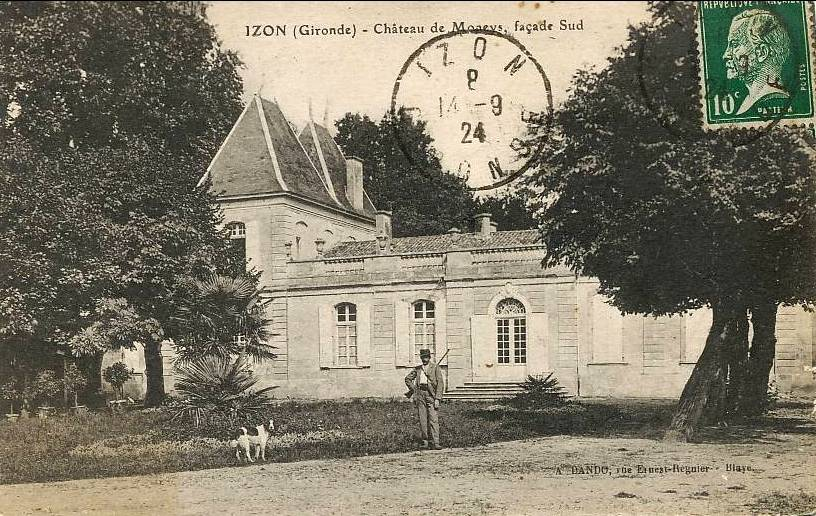

Le château fait l'objet d'une inscription au titre des monuments historiques depuis le 16 juin 1965.

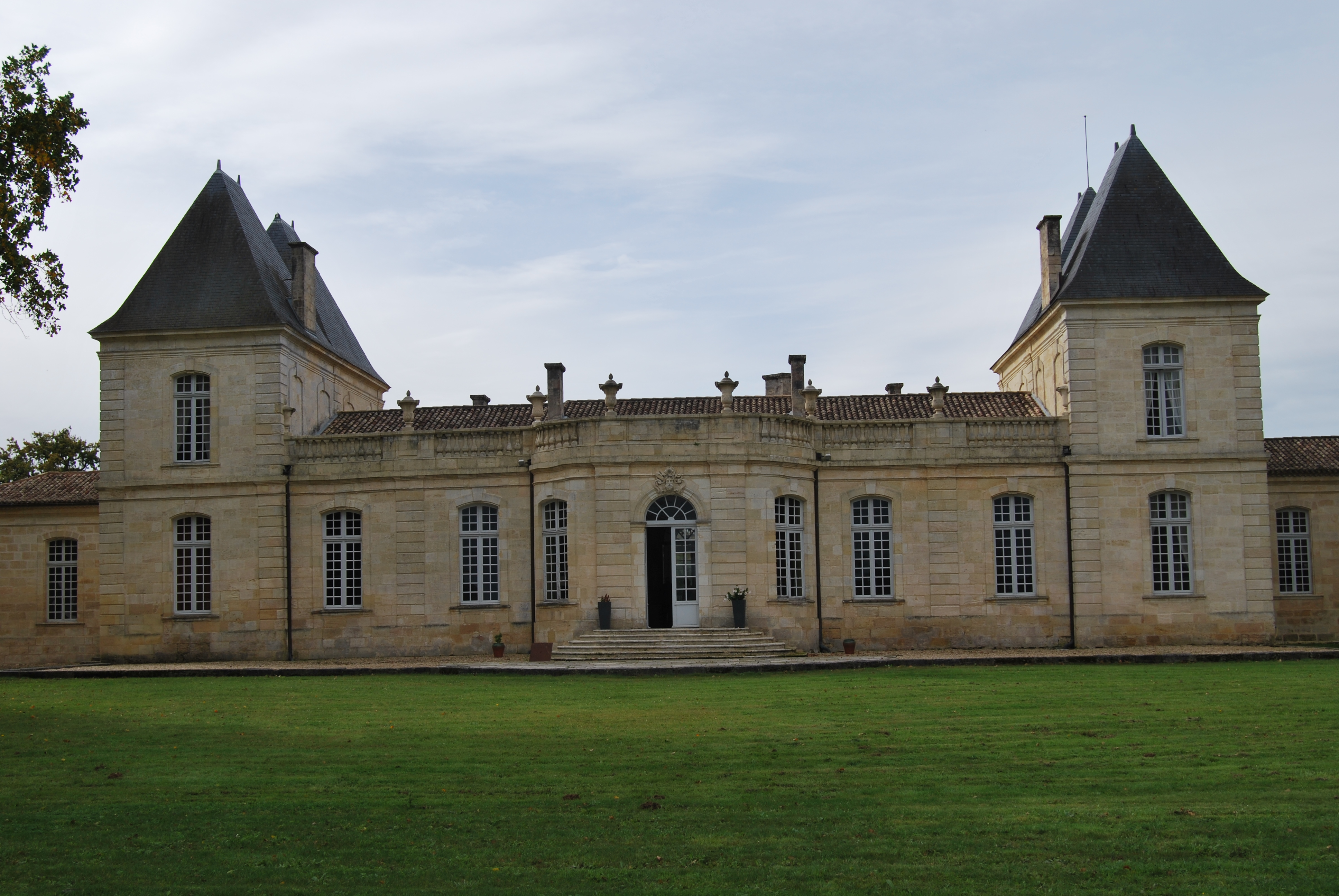
Façade nord
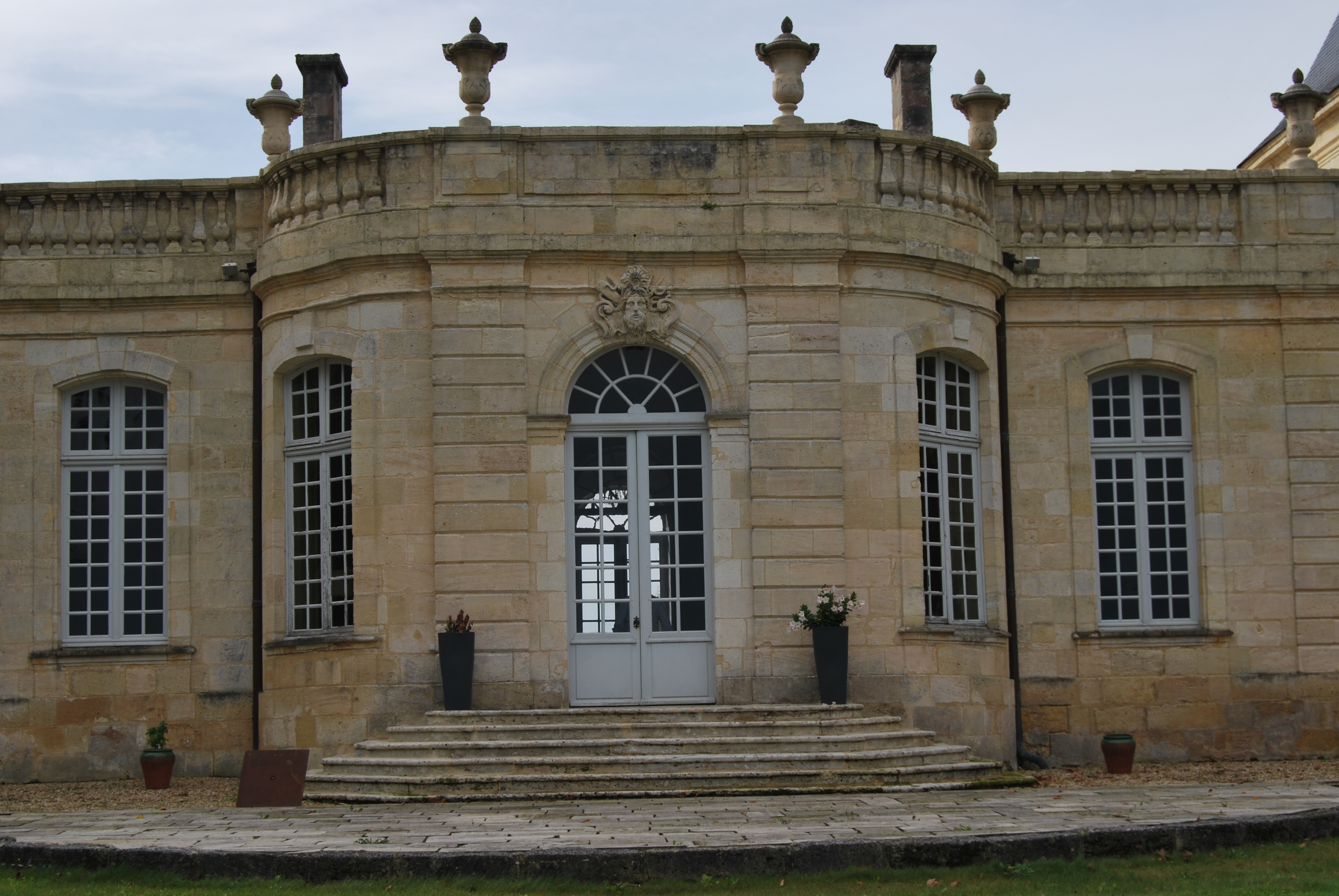
Perron nord
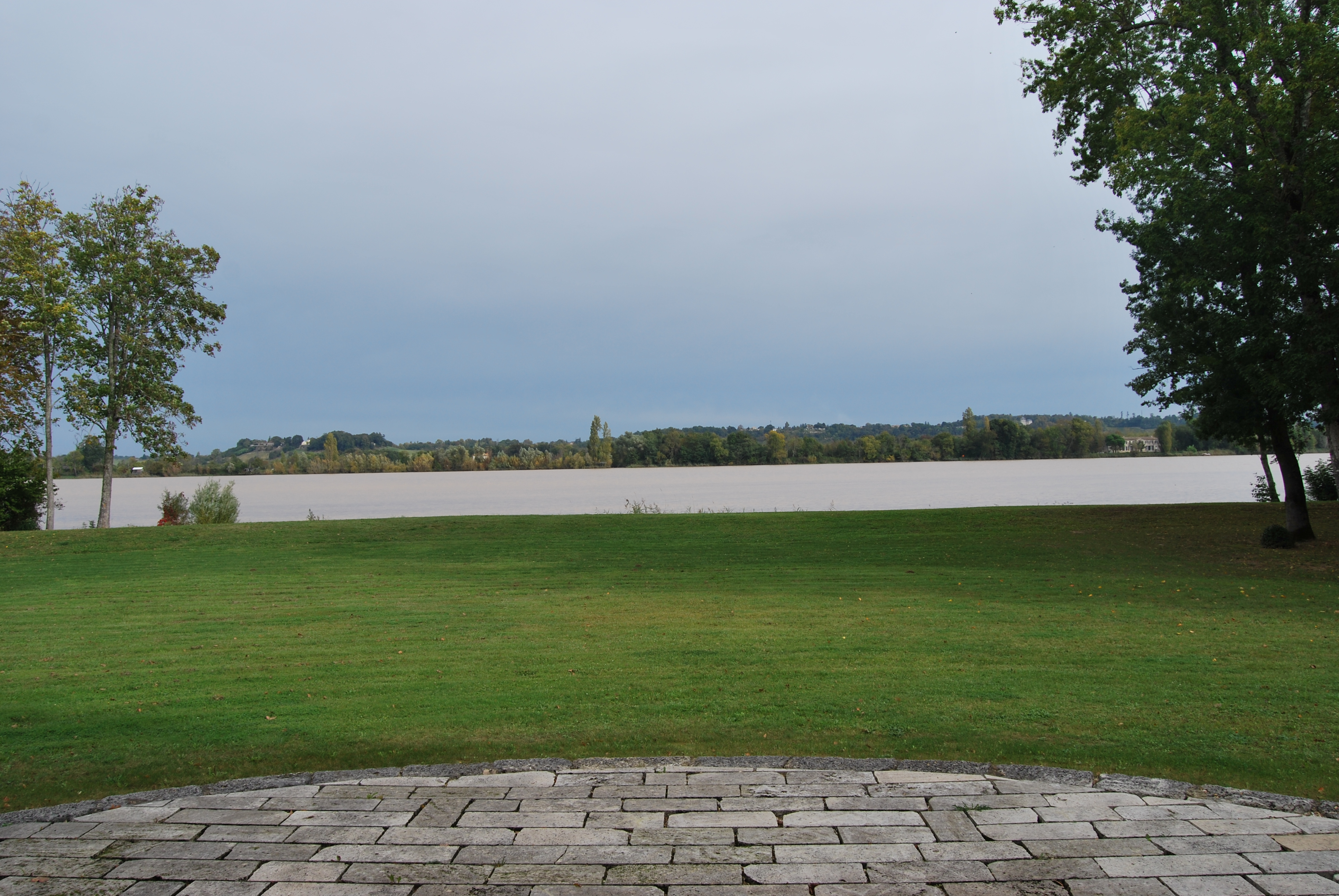
Vue du perron nord sur la Dordogne
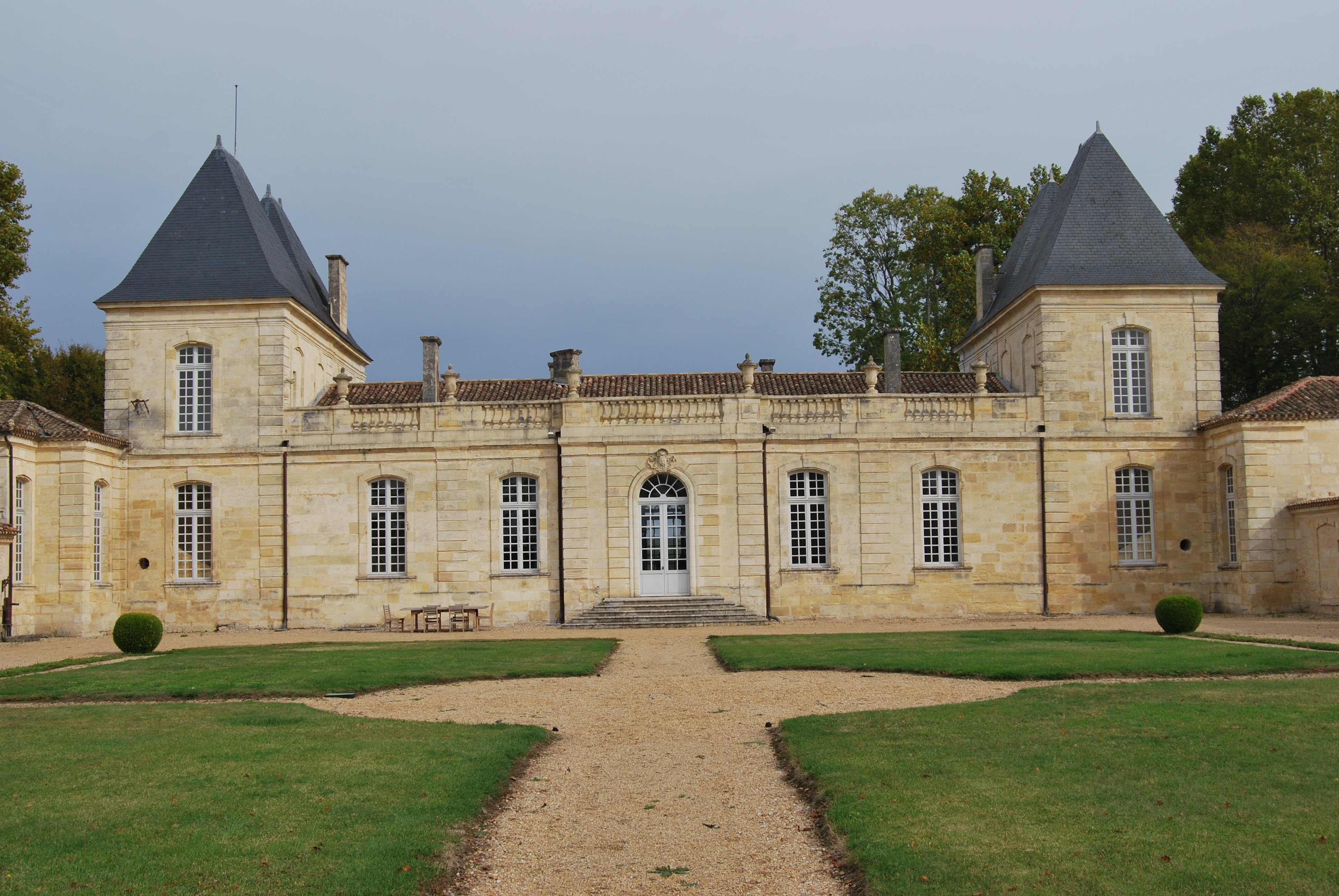
Façade sud
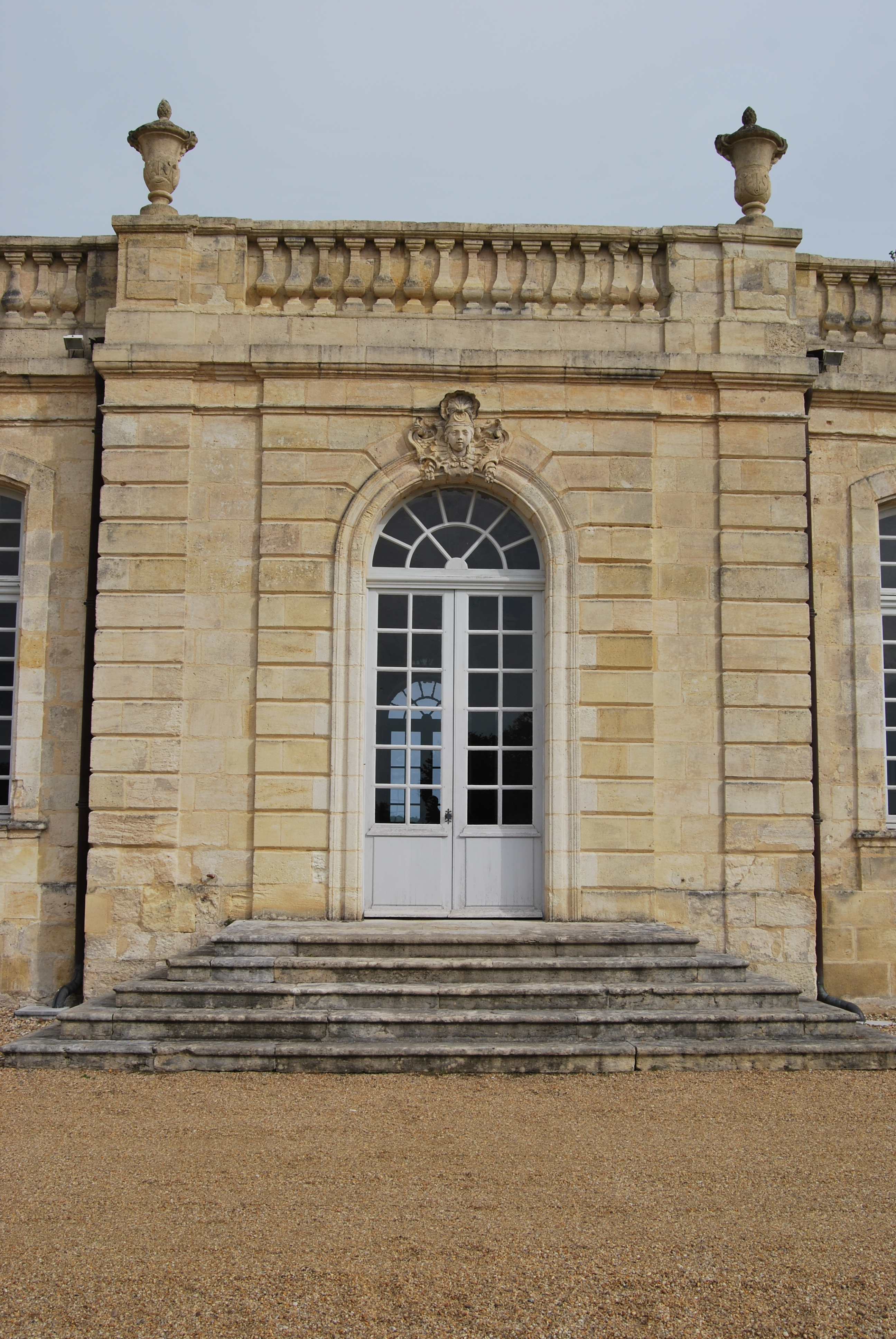
Perron sud
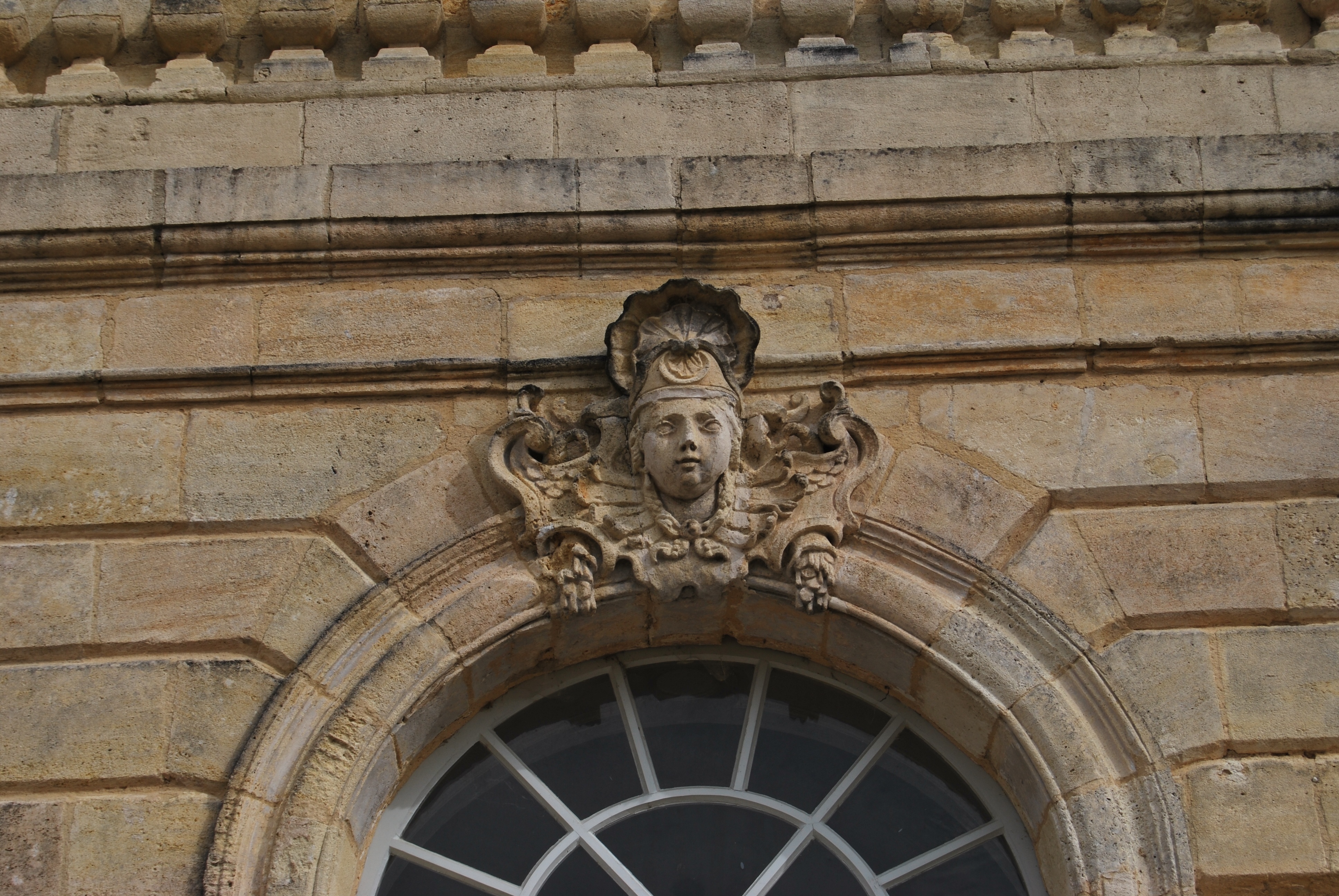
Mascaron du perron sud

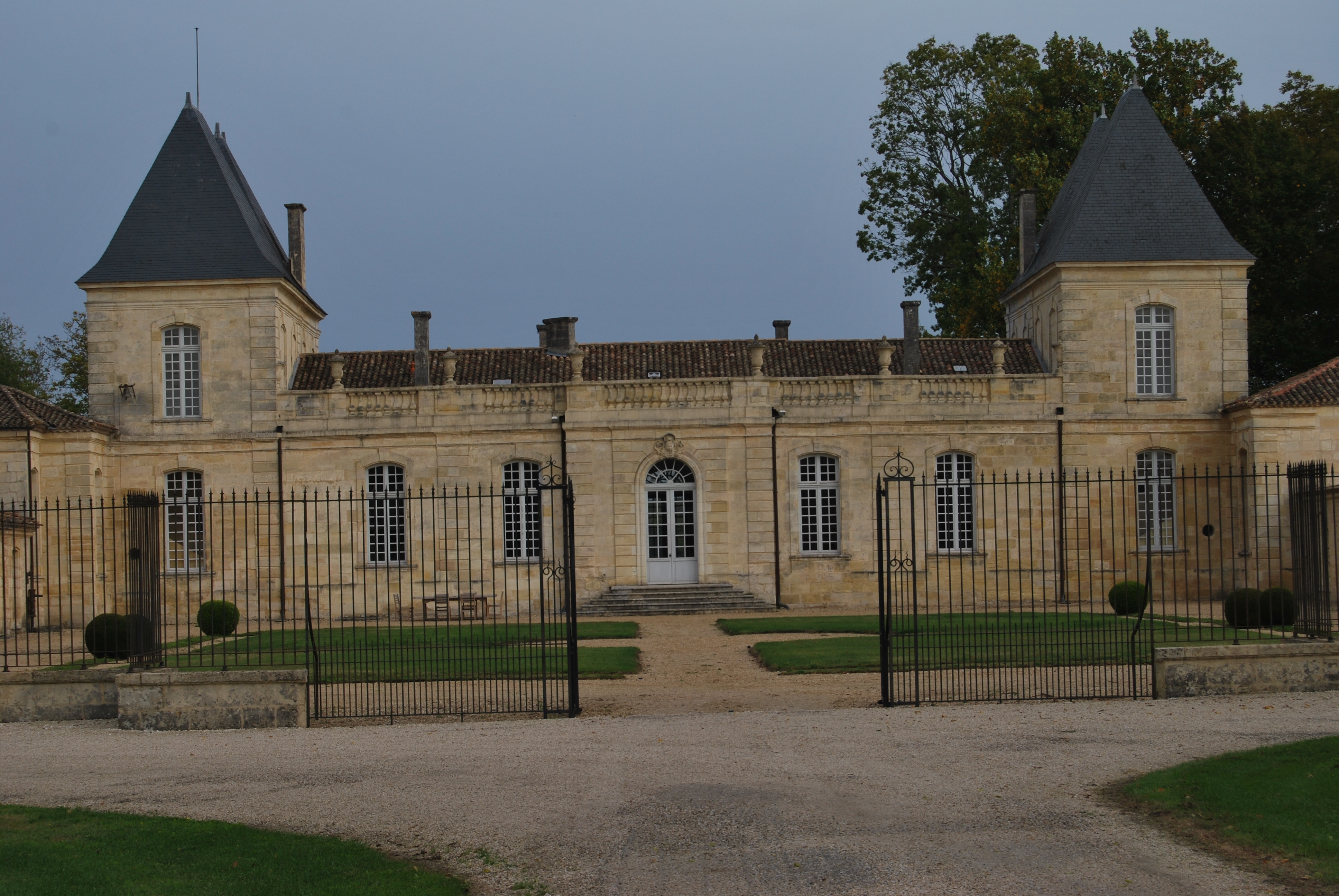
Grille d'entrée
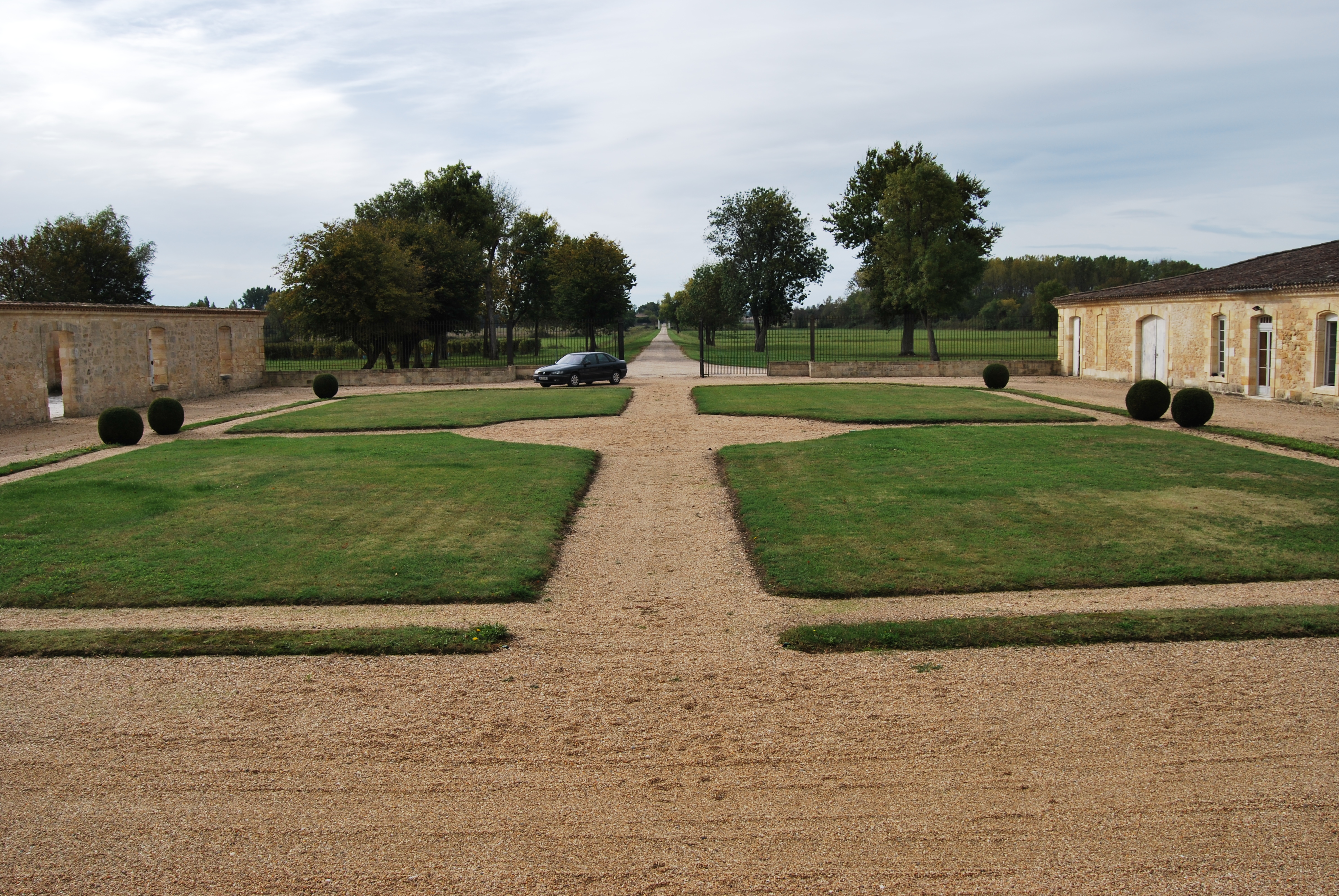
Avenue vue du perron sud
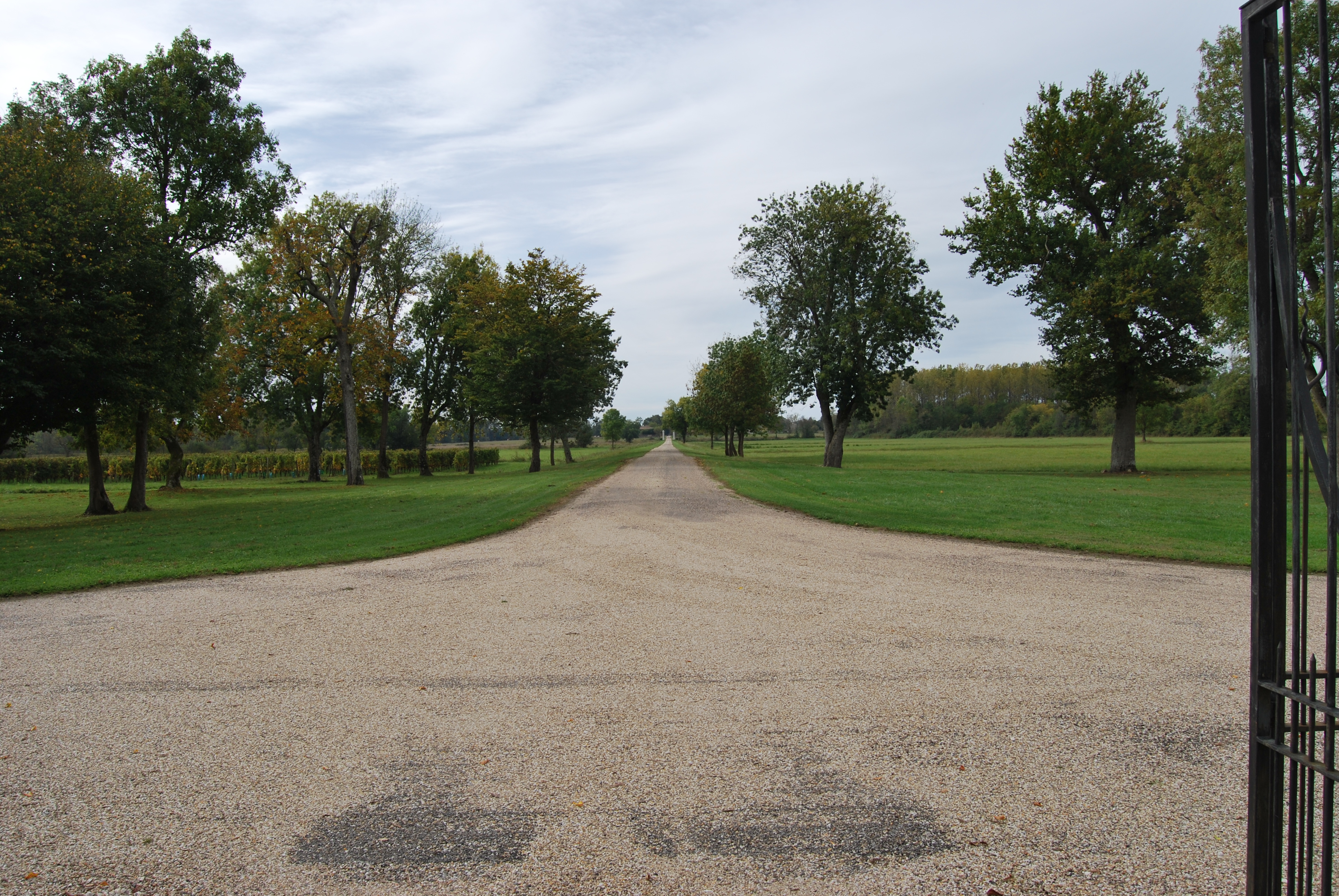
Avenue d'entrée vue de la grille
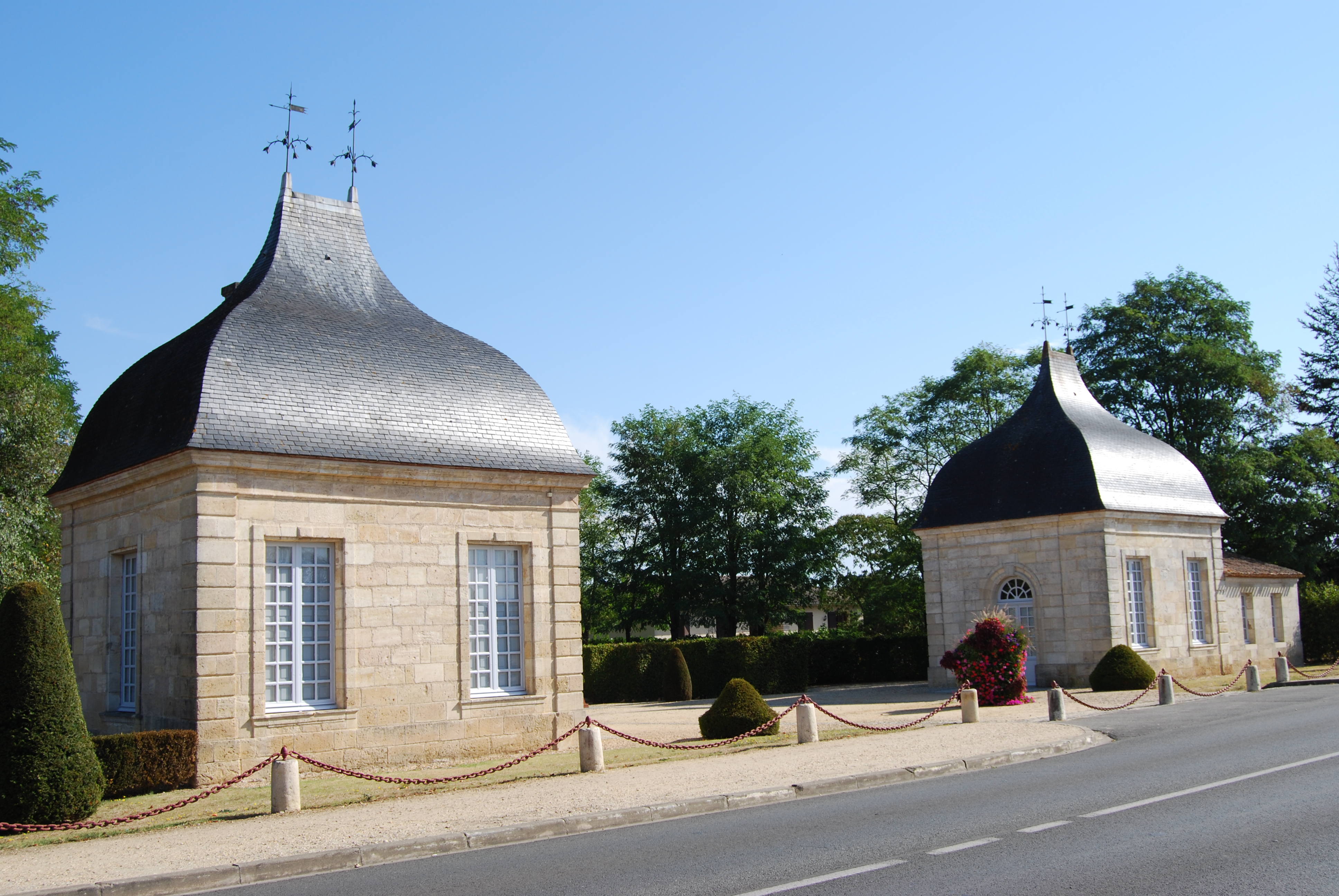
Pavillons de garde

Jean-Jacques Pellet d'Anglade est décédé le 2 février 1788.
Jacques Pellet d'Anglade figura sur la liste des membres de la noblesse en 1789.
Jacques fut guillotiné sur la place Dauphine de Bordeaux (place Nationale pendant la Révolution et actuelle place Gambetta) le 6 nivôse an II (26 décembre 1793).
Ses propriétés furent saisies et vendues aux enchères comme biens nationaux à la Révolution.
Le 5 prairial an V (24 mai 1797), le château et les quatre métairies d’Anglade furent adjugées pour 93.608 livres (pour une estimation à 124 134 livres!) à un certain Jean-Jacques d’Anglade, qui était probablement le fils de Jacques.
La famille garda les terres d'Anglade jusqu'en 1824. Elle passera ensuite entre les mains de Léo Dufoussat, en partie par acquisition, en partie par son mariage avec Mlle Anaïs Narbonne Pellet d'Anglade.
Les XIXe et XXe siècles
Léo Dufoussat devient définitivement propriétaire du château d'Anglade par héritage en 1841. Il a été maire d'Izon pendant près de 42 ans en plusieurs périodes: 1827 à 1830, puis de 1852 à 1870 et de 1874 à 1884.
C'est enfin Léo Dufoussat qui a créé et développé le vignoble du château d'Anglade qui était extrêmement productif dans la seconde moitié du XIXe siècle.
Les vignes du château n'étaient pas affectées par le phylloxéra, qui a ravagé les vignobles bordelais à partir de 1860. Car, en inondant volontairement les vignes, grâce à des systèmes de canaux et d’écluses, parfois complétés par d’énormes machines à vapeur pompant l’eau de la rivière, on tuait les larves. Donc les vignobles en bordure de la Dordogne pouvaient combler la baisse de production du bordelais.
Le vignoble du château d'Anglade avait une superficie d'au moins 200 hectares et une production culminant à 675 tonneaux de 4 barriques de 225 litres, soit environ 6 000 hectolitres pour le millésime 1893.
Au cours du XXe siècle les vignobles dépérirent et la dernière propriétaire de la lignée des Pellet, Anne-Marie de Moneys d'Ordières, a laissé un domaine à l'abandon en 1989. Elle a donné à la commune d'Izon les deux pavillons de garde, qui étaient en ruine. À charge pour celle-ci d’entretenir le caveau familial, de restaurer les pavillons dans le style de leur construction et de les destiner à une activité culturelle. Les bâtiments abritent aujourd'hui des expositions autour du patrimoine de la commune d’Izon.
Le propriétaire actuel, Christophe Bocquillon, restaure le château et relance l'activité viticole